# Kyushu
Kyūshū (九州 Kyūshū, "ni provinser")) er en ø i Japan. Den er den tredjestørste japanske ø og er den sydligste og vestligste af de fire japanske hovedøer. Øen har et areal på 36.782 km2
og et befolkningstal på 13.061.879 (2014) indbyggere.

## Nagasaki
Den 9. august 1945 blev byen Nagasaki på Sydkyushu ramt af atombomben Fat Man. Cirka 75.000 af Nagasakis 240.000 indbyggere blev dræbt øjeblikkeligt. 

## Geografi
Kyushu er bjergrig og huser fem store vulkaner: Kikai. Ata, Aira, Kakuto og Aso og 23 mindre vulkaner. Aso er Japans største aktive vulkan og regnes for at være blandt verdens farligste vulkaner.
Kyushu er opdelt i 7 præfekturer, Fukuoka, Kumamoto, Nagasaki, Saga, Oita, Kagoshima og Miyazaki. Derudover betragtes præfekturen Okinawa også som en del af Kyushu region, på trods af ikke geografisk at være en del af Kyushu. Den mest befolkede præfektur er Fukuoka, som omfatter Fukuoka by, som er den største by på Kyushu.
Kyushu er via Sanyo Shinkansen forbundet med Honshu, Japans største ø. Derudover kører Kyushu Shinkansen mellem Fukuoka og Kagoshima og der findes også en lang række lokaltog på øen.

## Kagoshima
ISAS (Institute of Space and Aeronautical Science) havde fra 1962 til 2006 rumhavnen Kagoshima. Kyushus sydlige beliggenhed var velegnet til raketopsendelser. Japanske rumsonder til Månen, Mars, Halleys Komet og en asteroide opsendtes herfra. Japan anvender nu udelukkende rumhavnen på øen Tanegashima, 100 km syd for Kyushu.